# Krystyna Tokarska-Biernacik
Krystyna Tokarska-Biernacik (ur. 1946 w Warszawie) – polska prawniczka, polityk i dyplomatka, w latach 2001–2003 podsekretarz stanu w Ministerstwie Pracy i Polityki Społecznej, w 2003 podsekretarz stanu w Ministerstwie Gospodarki, Pracy i Polityki Społecznej, w latach 2003–2007 konsul generalny RP w Los Angeles.

## Życiorys
W 1969 ukończyła studia na Wydziale Prawa Uniwersytetu Warszawskiego, zdobyła uprawnienia radcy prawnego. Po ukończeniu studiów rozpoczęła pracę w Wydziale Ekonomiczno-Prawnym Zarządu Głównego Związku Zawodowego Pracowników Służby Zdrowia, gdzie pracowała do 1974. Następnie była zatrudniona jako radca prawny w Departamencie Prawno-Ekonomicznych Ministerstwa Zdrowia i Opieki Społecznej (1974–1979) i w Centrum Informacji i Usług Prawnych Polskiej Izby Handlu Zagranicznego (1977–1979). Od 1980 do 1989 zatrudniona jako wicedyrektor i dyrektor Departamentu Prawnego w Ministerstwie Szkolnictwa Wyższego, Nauki i Techniki oraz Ministerstwie Edukacji Narodowej. Od 1989 prowadziła własną kancelarię radcy prawnego. Wykładała w podyplomowym studium legislacji na Uniwersytecie Warszawskim (1985–1989) i  była wykładowcą prawa obrotu gospodarczego w Wyższej Szkole Zarządzania i Marketingu. Od 1993 należała do Unii Pracy, w 1995 zasiadła we władzach krajowych partii. W 1997 bez powodzenia ubiegała się o mandat posła na Sejm w okręgu warszawskim. Została sekretarzem międzynarodowym partii, a także członkiem Stowarzyszenia Legislatorów Polskich. 
13 listopada 2001 została podsekretarzem stanu w Ministerstwie Pracy i Polityki Społecznej, po reorganizacji 9 stycznia 2003 przeszła na fotel podsekretarza stanu w Ministerstwie Gospodarki, Pracy i Polityki Społecznej. Odpowiadała za sprawy międzynarodowe. Zakończyła pełnienie funkcji w tym samym roku, następnie w latach 2003–2007 sprawowała funkcję konsula generalnego RP w Los Angeles.